# Diocese de Saint-Denis de La Réunion
A Diocese de Saint-Denis de La Réunion (em latim: Dioecesis Sancti Dionysii Reunionis) é uma divisão territorial da Igreja Católica Igreja Católica na França no Departamento de Reunião, que faz parte dos chamados Territórios Ultramarinos Franceses. Foi criada em 1712 como Prefeitura Apostólica das Ilhas do Oceano Índico, e elevada a diocese em 27 de setembro de 1850. Não está sujeita à nenhuma sé metropolitana. Reunião tem cerca de 850.000 habitantes, e destes 740.000 (87,6%) são cristãos, sendo que, destes, 680.000 (80,0%) compõem-se de católicos. A Diocese também possui uma rádio que cobre todo o território da ilha, e é chamada Radio Arc en Ciel.

## História

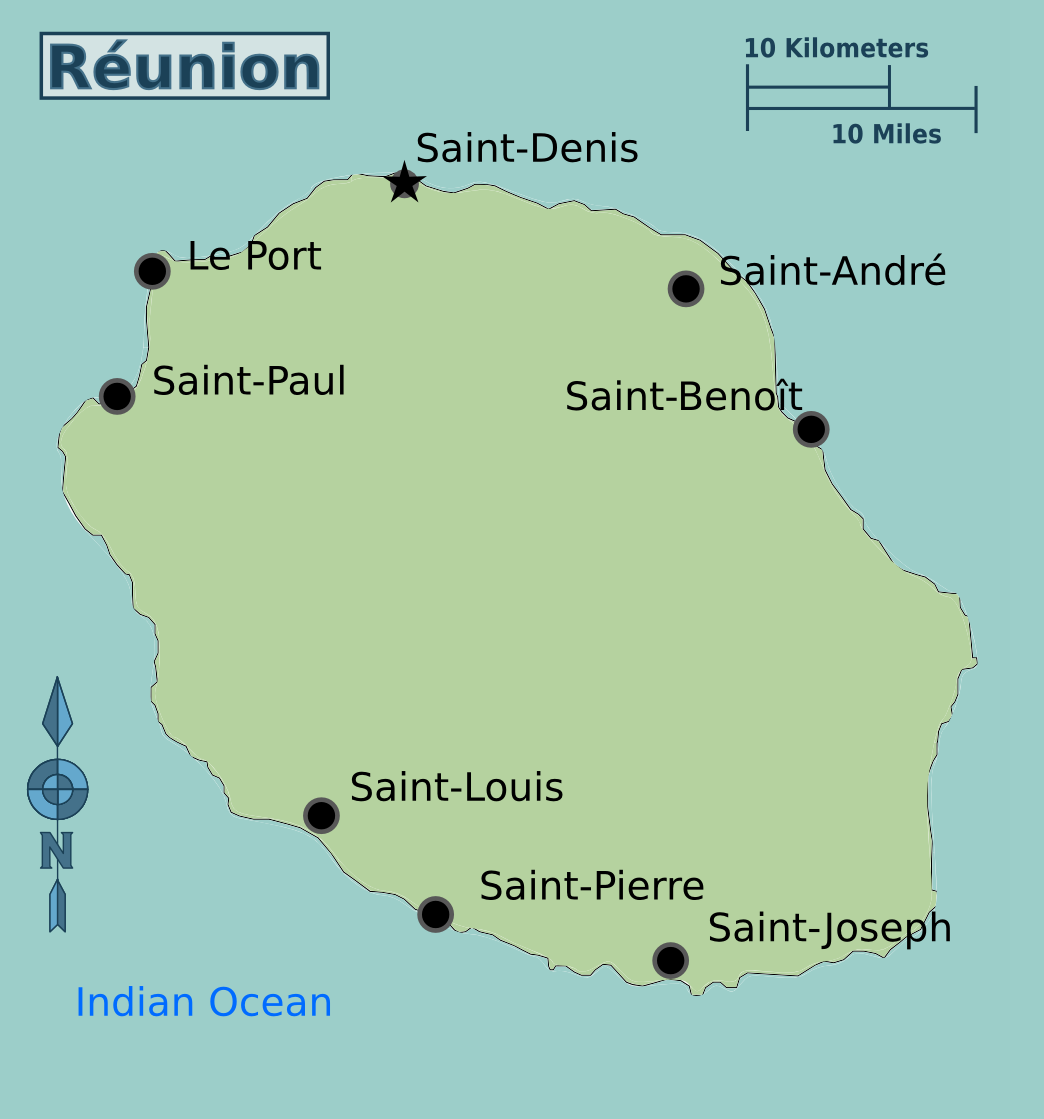
Mapa da ilha.

Em 1712 foi estabelecida a Prefeitura Apostólica das Ilhas do Oceano Índico. No dia 8 de maio de 1807, esta perdeu parte de seu território para a formação da Prefeitura Apostólica da Batávia (que hoje corresponde à Arquidiocese de Jacarta, na Indonésia). Em 1818 a prefeitura foi renomeada para Prefeitura Apostólica de Bourbon, que foi o nome oficial da colônia de Reunião até 1848. Em 10 de janeiro de 1830 a circunscrição volta a perdeu território para a formação de uma nova Prefeitura, desta vez para a Prefeitura Apostólica das Ilhas do Mar do Sul, como parte do território da Igreja Católica na Nova Zelândia, porém hoje já suprimida. Em 1850, Bourbon foi elevada a Diocese de Saint-Denis de La Réunion. Sua última perda territorial veio a ocorrer em 26 de fevereiro de 1860, quando cedeu parte de seu território para a formar a Prefeitura Apostólica de Zanguebar (hoje Diocese de Zanzibar).

## Líderes
Lista de líderes da Diocese e seu tempo de permanência no cargo:
- Florian-Jules-Félix Desprez (3 de outubro de 1850 — 19 de março de 1857)
- Armand-René Maupoint (19 de março de 1857 — 10 de julho de 1871)
- Victor-Jean-François-Paulin Delannoy (6 de maio de 1872 — 18 de dezembro de 1876)
- Dominique-Clément-Marie Soulé (18 de dezembro de 1876 — 30 de novembro de 1880)
- Joseph Coldefy (13 de maio de 1881 — 18 de janeiro de 1887)
- Edmond-Frédéric Fuzet (25 de novembro de 1887 — 19 de janeiro de 1893)
- Jacques-Paul-Antonin Fabre (19 de janeiro de 1893 — 26 de dezembro de 1919)
- Georges-Marie de Labonninière de Beaumont, C.S.Sp. (26 de dezembro de 1919 — 23 de julho de 1934)
- François-Emile-Marie Cléret de Langavant, C.S.Sp. (10 de dezembro de 1934 — 21 de outubro de 1960)
- Georges-Henri Guibert, C.S.Sp. (7 de novembro de 1960 — 19 de fevereiro de 1975)
- Gilbert Guillaume Marie-Jean Aubry (20 de novembro de 1975 — 19 de julho de 2023)
- Pascal Chane-Teng (19 de julho de 2023 - presente)